# 10137 Thucydides
10137 Thucydides è un asteroide della fascia principale. Scoperto nel 1993, presenta un'orbita caratterizzata da un semiasse maggiore pari a 2,4753941 UA e da un'eccentricità di 0,1990517, inclinata di 3,76228° rispetto all'eclittica.
L'asteroide è dedicato a Tucidide, uno dei maggiori storici dell'antica Grecia.